# Einheitsgewerkschaft (Österreich)
Die Einheitsgewerkschaft Gewerkschaftsbund der österreichischen Arbeiter und Angestellten war die Gewerkschaft des Ständestaats Österreich von 1934 bis 1938.

## Vorgeschichte
Mit der sogenannten Selbstausschaltung des Parlaments am 4. März 1933 begann die Umformung der 1. Republik in das autoritäre Herrschaftssystem des Austrofaschismus. Darin wurde versucht, alle Organisationen möglichst „überparteilich“ zu machen. So wurde bald die regierende Christlichsoziale Partei in die „Einheitspartei“ Vaterländische Front übergeführt. Am 31. März 1933 wurde der Republikanische Schutzbund verboten, am 26. Mai 1933 die Kommunistische Partei Österreichs. Mit Verordnung vom 21. April 1933 wurde ein weitgehendes Streikverbot erlassen. Am 21. Dezember 1933 wurden die Betriebsräte in allen staatlichen Unternehmen aufgelöst und für jede Arbeiterkammer 
wurde eine Verwaltungskommission eingerichtet, deren Mitglieder vom Sozialminister bestellt wurden. Die freien Gewerkschaften nominierten aus Protest keine Vertreter für diese Kommission. 
Noch während der Februarkämpfe 1934 wurden am 12. Februar die Freien Gewerkschaften, die Sozialdemokratische Arbeiterpartei Österreichs und andere sozialdemokratische Organisationen verboten. Auch Betriebsräte mit sozialdemokratischem Hintergrund wurden abgesetzt. Die Arbeiterkammer übernahm für kurze Zeit die Rolle der freien Gewerkschaften in den Kollektivverträgen und die Christlichen Gewerkschaften erlebten – wenn auch nur für kurze Zeit – einen großen Mitgliederzuwachs.

## Entstehung
Im Ministerrat gab es nun unterschiedliche Vorstellungen, wie die Neuorganisation eine Interessensvertretung der Arbeiter und Angestellten gestaltet werden sollte. Man war sich einig, dass die noch bestehenden Richtungsgewerkschaften durch eine einzige Einheitsgewerkschaft abgelöst werden sollten. Heimwehrrepräsentanten wie der neue Bundesminister für soziale Verwaltung Odo Neustädter-Stürmer plädierte für Abschaffung der Arbeiterkammer und die Schaffung einer neuen Gewerkschaft als Übergangsinstrument bis zur Erreichung einer berufsständischen Ordnung. Engelbert Dollfuß sprach sich für die Beibehaltung der Arbeiterkammer als Pflichtverband mit begrenzter Funktion aus und argumentierte, die neu zu schaffende Gewerkschaft bräuchte den „Anschein einer Dauerfunktion“.
Am 2. März 1934 beschloss der Ministerrat per Verordnung die Errichtung der Einheitsgewerkschaft mit dem Namen Gewerkschaftsbund der österreichischen Arbeiter und Angestellten, kurz Gewerkschaftsbund. Der Beitritt dazu soll freiwillig erfolgen und die Arbeiterkammern sollen als Geschäftsstellen für die Gewerkschaft fungieren. Diese Information ist am nächsten Tag Vertretern der noch legal bestehenden Christlichen und Unabhängigen Gewerkschaft mitgeteilt worden. Im April wurden noch Bestimmungen über Details, wie die Vermögensliquidierung der alten Gewerkschaften und über offene Ruhestandsbezüge ihrer Funktionäre beschlossen.
Zugleich mit der Proklamation der Maiverfassung am 1. Mai 1934 trat die Neuordnung des Gewerkschaftswesens in Kraft.

## Organisation
Der Vorstand der Einheitsgewerkschaft Gewerkschaftsbund wurde durch Erlass des Sozialministers berufen und auch die Einsetzung untergeordneter Funktionäre bedurften seiner Bestätigung. Unter den zwölf Mitgliedern des Vorstands fanden sich sieben ehemalige Mitglieder der Christlichen Gewerkschaft, drei der Unabhängigen Gewerkschaft, eines der deutschnationalen Gewerkschaft sowie eines der freien Gewerkschaft. Präsident des Gewerkschaftsbundes wurde der vormalige Generalsekretär des Zentralverbands der Christlichen Gewerkschaft Johann Staud.
Der Gewerkschaftsbund war in fünf Berufsgruppen organisiert: Industrie und Bergbau, Gewerbe, Handel und Verkehr, Geld- und Kreditwesen, und Freie Berufe.
Die Einheitsgewerkschaft war eine Einrichtung öffentlichen Rechts und war nur als Träger der sozialen und wirtschaftlichen Interessen der Arbeiter und Angestellten bestimmt. Sie hatte keinerlei politische Kompetenzen und entsprechend gering war ihr Einfluss.
Ende 1937 hatte die Einheitsgewerkschaft über 400.000 Mitglieder.

## Wirken
Der Gewerkschaftsbund übernahm als Monopolinstanz von der Arbeiterkammer die Rolle als Vertragspartner in den Kollektivverträgen, als Gegenüber wurden die 1934/35 eingerichteten Unternehmer-Bünde eingesetzt. Allerdings hatten schon zuvor viele Unternehmer durch den Wegfall der freien Gewerkschaften als Vertragspartner Kollektivverträge gekündigt. Die neu ausgehandelten Verträge waren nun oftmals für die Arbeiterschaft ungünstiger als die zuvor bestehenden.
Mit dem Sozialversicherungsgesetz von 1935 kam es zu einer Verschlechterung beim Krankengeld, bei der Notstandshilfe, bei der Arbeitslosen- und Pensionsversicherung. Betriebsräte wurden durch Werksgemeinschaften mit Vertrauensmännern ersetzt. Politisch Vorbestrafte waren vom Wahlrecht ausgeschlossen und konnten deshalb von Hausherren oder Unternehmern gekündigt werden. All diese Einschnitte in soziale Errungenschaften konnte die Einheitsgewerkschaft nicht verhindern.
Mit der Ernennung von Josef Dobretsberger im Oktober 1935 zum neuen Sozialminister wurden Hoffnungen auf eine Aussöhnung des Staates mit den Sozialdemokraten geweckt. Diese erfüllten sich allerdings nicht, Dobretsberger musste bereits im Mai 1936 den Ministerposten wieder verlassen.
Die Einheitsgewerkschaft war jedenfalls die Einrichtung des Ständestaates, die noch am ehesten in der Lage war, grundsätzlich sozialdemokratisch gesinnte Arbeiter und Angestellte anzusprechen. Zwischen 1. Oktober und 31. Dezember 1936 fanden in ganz Österreich Vertrauensmännerwahlen für die Werksgemeinschaften statt. Obwohl dabei nur Mitglieder der Einheitsgewerkschaften gewählt werden konnten, wird angenommen, dass etwa die Hälfte der gewählten Werksgemeinschaft-Vertrauensmänner mit den illegalen freien Gewerkschaften in Verbindung standen.
Während dem „Anschluss“ Österreichs an Hitlerdeutschland wurde in den Morgenstunden des 12. März 1938 Johann Staud verhaftet und der Vizepräsident Josef Lengauer übernahm vorübergehend die Leitung der Einheitsgewerkschaft. Die Deutsche Arbeitsfront löste schließlich die Einheitsgewerkschaft ab, die am 15. Juni 1938 offiziell zu bestehen aufhörte.
Der nach dem Krieg 1945 unter sehr ähnlichem Namen gegründete Österreichische Gewerkschaftsbund sieht in der Einheitsgewerkschaft keine freie Interessenvertretung und betrachtet sich daher nicht als ihr Nachfolger.